# Fornos de Algodres
Fornos de Algodres ist eine Vila (Kleinstadt) und ein Kreis (Concelho) in Portugal. Die Gemeinde Fornos de Algodres hat 1433 Einwohner, der gesamte Kreis 4991 Einwohner (Stand 19. April 2021).

## Geschichte
Der Kreis wurde 1836 gebildet, durch den Zusammenschluss des bis dahin eigenständig bestehenden Kreises von Algodres mit weiteren umliegenden Orten. 1898 wurden weitere Eingemeindungen vorgenommen, namentlich die bis dahin eigenständigen Kreise Além-Mondego, Juncais und Vila Ruiva.

## Verwaltung

### Kreis Fornos de Algodres
Fornos de Algodres ist Sitz des gleichnamigen Kreises. Die Nachbarkreise sind (im Uhrzeigersinn im Norden beginnend): Trancoso, Celorico da Beira, Gouveia, Mangualde, Penalva do Castelo sowie Aguiar da Beira.
Mit der Gebietsreform im September 2013 wurden mehrere Gemeinden zu neuen Gemeinden zusammengefasst, sodass sich die Zahl der Gemeinden von zuvor 16 auf zwölf verringerte.

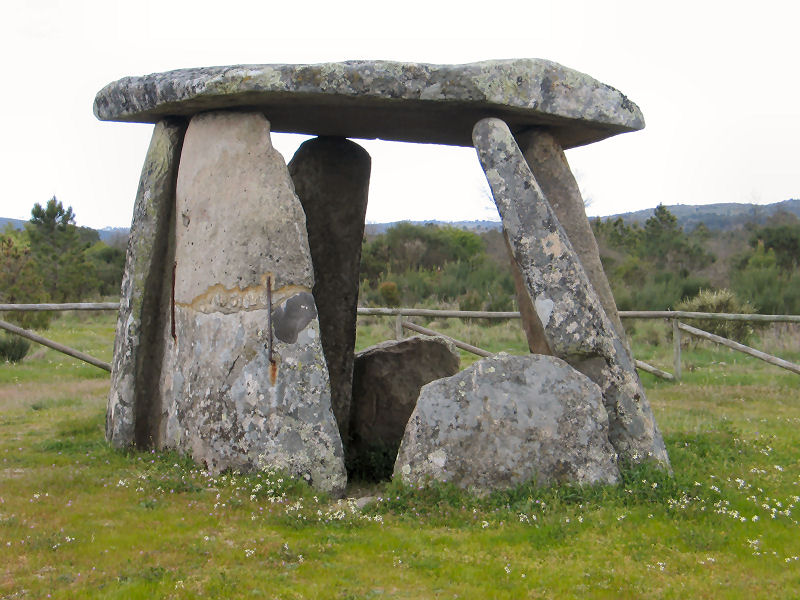
Der Dólmen de Matança

Folgende Gemeinden liegen im Kreis Fornos de Algodres:
| Gemeinde                                  | Einwohner (2021) | Fläche km² | Dichte Einw./km² | LAU- Code |
| ----------------------------------------- | ---------------- | ---------- | ---------------- | --------- |
| Algodres                                  | 290              | 10,15      | 29               | 090501    |
| Casal Vasco                               | 218              | 6,73       | 32               | 090502    |
| Cortiçô e Vila Chã                        | 166              | 8,04       | 21               | 090517    |
| Figueiró da Granja                        | 344              | 11,68      | 29               | 090504    |
| Fornos de Algodres                        | 1.433            | 15,45      | 93               | 090505    |
| Infias                                    | 262              | 2,78       | 94               | 090507    |
| Juncais, Vila Ruiva e Vila Soeiro do Chão | 553              | 19,87      | 28               | 090518    |
| Maceira                                   | 245              | 8,06       | 30               | 090509    |
| Matança                                   | 215              | 13,82      | 16               | 090510    |
| Maxagata                                  | 223              | 9,96       | 22               | 090511    |
| Queiriz                                   | 227              | 9,74       | 23               | 090512    |
| Sobral Pichorro e Fuinhas                 | 227              | 15,17      | 15               | 090519    |
| Kreis Fornos de Algodres                  | 4.403            | 131,45     | 33               | 0905      |

### Bevölkerungsentwicklung
| Einwohnerzahl des Kreises Fornos de Algodres (1801–2011) | Einwohnerzahl des Kreises Fornos de Algodres (1801–2011) | Einwohnerzahl des Kreises Fornos de Algodres (1801–2011) | Einwohnerzahl des Kreises Fornos de Algodres (1801–2011) | Einwohnerzahl des Kreises Fornos de Algodres (1801–2011) | Einwohnerzahl des Kreises Fornos de Algodres (1801–2011) | Einwohnerzahl des Kreises Fornos de Algodres (1801–2011) | Einwohnerzahl des Kreises Fornos de Algodres (1801–2011) | Einwohnerzahl des Kreises Fornos de Algodres (1801–2011) | Einwohnerzahl des Kreises Fornos de Algodres (1801–2011) |
| -------------------------------------------------------- | -------------------------------------------------------- | -------------------------------------------------------- | -------------------------------------------------------- | -------------------------------------------------------- | -------------------------------------------------------- | -------------------------------------------------------- | -------------------------------------------------------- | -------------------------------------------------------- | -------------------------------------------------------- |
| 1801                                                     | 1849                                                     | 1900                                                     | 1930                                                     | 1960                                                     | 1981                                                     | 1991                                                     | 2001                                                     | 2011                                                     |                                                          |
| 912                                                      | 5962                                                     | 10.147                                                   | 9730                                                     | 9035                                                     | 6594                                                     | 6270                                                     | 5629                                                     | 4989                                                     |                                                          |

### Städtepartnerschaften
- Levet im Département Cher (seit 1999)
- Sainte-Consorce im Département Rhône (in Anbahnung)[6]

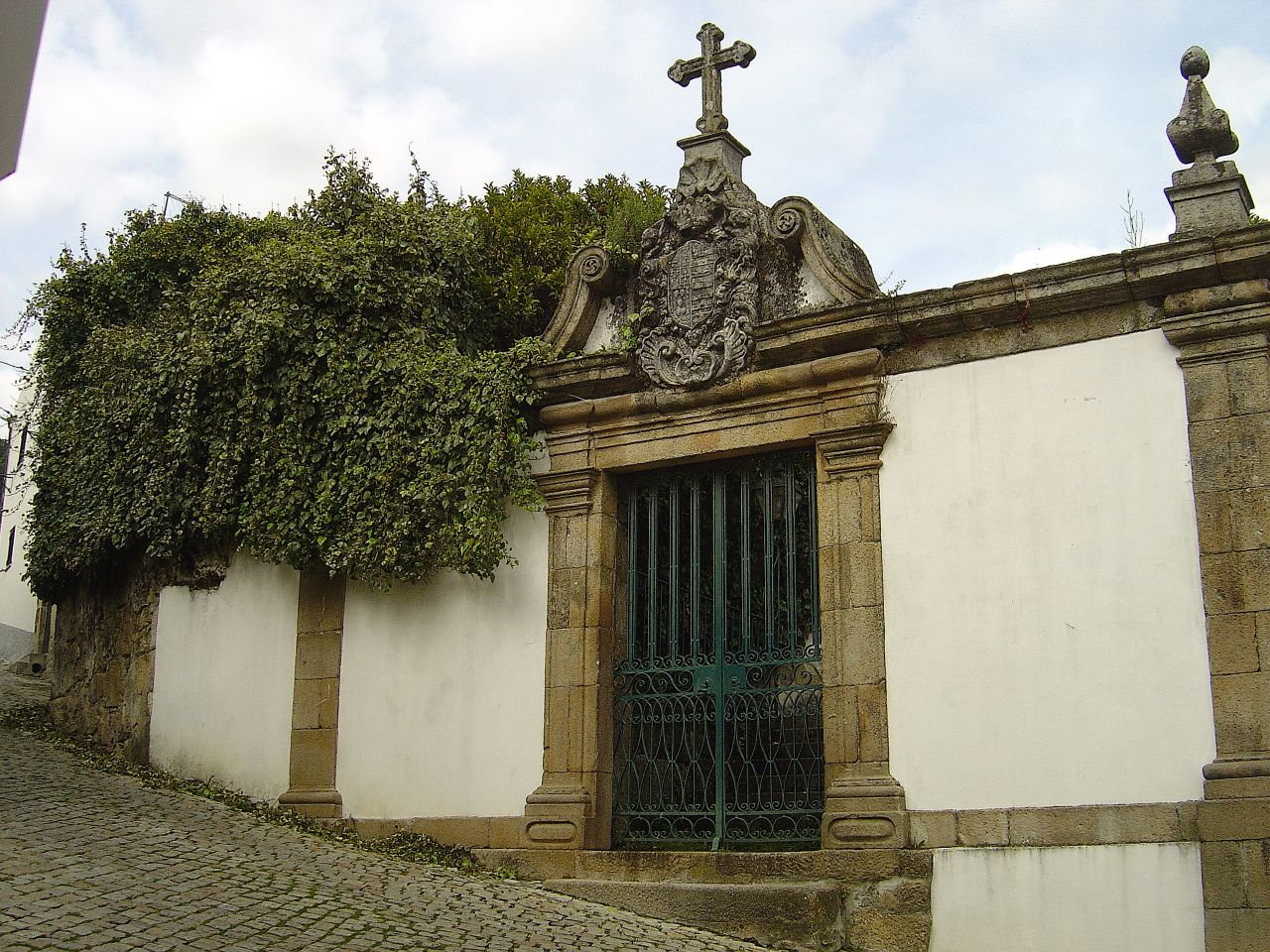
Fassade eines Herrenhauses in Fornos de Algodres (Teilansicht)

## Kultur und Sehenswürdigkeiten
Die Megalithanlagen Cortiçô de Algodres und Dólmen de Matança können besichtigt werden. Dazu stehen über 120 Baudenkmäler in der Gemeinde, darunter eine Reihe Herrenhäuser, Sakralbauten, Brunnenanlagen und Denkmäler. Auf verschiedenen, thematisch geordneten Wander- und Rundwegen können Römerstraßen, mittelalterliche Bauten, geologische Formationen und die Natur des angrenzenden Naturparks der Serra da Estrela erkundet werden. Ein Flussbad lädt zum Baden und Wassersport ein.
Die Gemeinde ist überregional bekannt für ihre Käsespezialitäten, die dem Queijo Serra da Estrela zugerechnet werden.

## Söhne und Töchter
- José Bernardo da Silva Cabral (1801–1869), liberaler Politiker der Cartisten
- António Bernardo da Costa Cabral (1803–1889), Minister und Regierungschef
- Aníbal d’Almeida (1898–1959), olympischer Springreiter
- Daniel João Santos Candeias (* 1988), Fußballspieler